# 1165 w literaturze
Wydarzenia literackie w 1165 roku.

## Nowe utwory
- obcojęzyczne
  - Benoît de Sainte-Maure – Opowieść o Troi[1]

## Urodzili się
- Ibn Arabi, filozof muzułmański (zm. 1240)
- Jean Bodel, francuski truwer (zm. 1209)

## Zmarli
- Abu’l-Barakat, arabski filozof pochodzenia żydowskiego (ur. 1077)
- Ibn Tufajl, pisarz i filozof arabski (ur. ok. 1105)